# تساغکابرد
تساغکابرد (به ارمنی: Ծաղկաբերդ) یک منطقهٔ مسکونی در جمهوری آرتساخ است که در استان کاشاتاق واقع شده‌است.